# Думітру Редукану
Думітру Редукану (19 липня 1967) — румунський академічний веслувальник.
Олімпійський чемпіон 1992 року в складі розпашної четвірки зі стерновим, срібний призер 1984 року в складі розпашної двійки зі стерновим, бронзовий призер 1992 року в складі розпашної двійки зі стерновим, учасник 2000 року.
Чемпіон світу 1996 року в складі розпашної четвірки зі стерновим, срібний призер 1985 (розпашні двійки зі стерновим), 1991 (розпашні четвірки зі стерновим), 1996 (розпашні двійки зі стерновим) років, бронзовий призер 1998 (вісімки), 1999 (розпашні четвірки зі стерновим) років.